# Serrasalmus
Serrasalmus é um gênero de peixes da família Characidae.

## Espécies

Distribuição das espécies do gênero Serrasalmus

- Serrasalmus altispinis Merckx, Jégu & dos Santos, 2000
- Serrasalmus altuvei Ramírez, 1965 (caribe pinche)
- Serrasalmus auriventris (Burmeister, 1861)
- Serrasalmus brandtii Lütken, 1875
- Serrasalmus compressus Jégu, Leão & dos Santos, 1991
- Serrasalmus eigenmanni Norman, 1929
- Serrasalmus elongatus Kner, 1858 (caribe pinche)
- Serrasalmus emarginatus (Jardine, 1841)
- Serrasalmus geryi Jégu & dos Santos, 1988
- Serrasalmus gibbus Castelnau, 1855
- Serrasalmus gouldingi W. L. Fink & Machado-Allison, 1992
- Serrasalmus hastatus W. L. Fink & Machado-Allison, 2001
- Serrasalmus hollandi (C. H. Eigenmann, 1915)
- Serrasalmus humeralis Valenciennes, 1850 (pirambeba)
- Serrasalmus irritans (W. K. H. Peters, 1877) ("caribe pinche")
- Serrasalmus maculatus Kner, 1858
- Serrasalmus manueli (Fernández-Yépez & Ramírez, 1967) (caribe parguasero)
- Serrasalmus marginatus Valenciennes, 1837
- Serrasalmus medinai Ramírez, 1965
- Serrasalmus nalseni Fernández-Yépez, 1969 (caribe pintado)
- Serrasalmus neveriensis Machado-Allison, W. L. Fink, López Rojas & Rodenas, 1993
- Serrasalmus nigricans (Spix & Agassiz, 1829)
- Serrasalmus nigricauda (Burmeister, 1861)
- Serrasalmus odyssei Hubert & Renno, 2010
- Serrasalmus rhombeus (Linnaeus, 1766) (caribe amarillo)
- Serrasalmus sanchezi Géry, 1964
- Serrasalmus scotopterus (Jardine, 1841)
- Serrasalmus serrulatus (Valenciennes, 1850) (caribe cortador)
- Serrasalmus spilopleura Kner, 1858
- Serrasalmus stagnatilis (Jardine, 1841)
- Serrasalmus undulatus (Jardine, 1841)